# Стело
Сте́ло (эсп. Stelo, букв. «звезда», мн. ч. Steloj) — международная денежная единица, использовавшаяся движением эсперантистов в 1945—1993 годах. Прототипом для стело послужил спесмило, денежная единица эсперантистов, существовавшая перед Первой мировой войной (некоторые изображения для монет стело были заимствованы с монет спесо). Универсальная лига эсперантистов (эсп. Universala Ligo), образованная в подполье в 1942 году, чеканила монеты и купоны с номиналом, выраженным в стело, и продавала их в качестве сувениров.

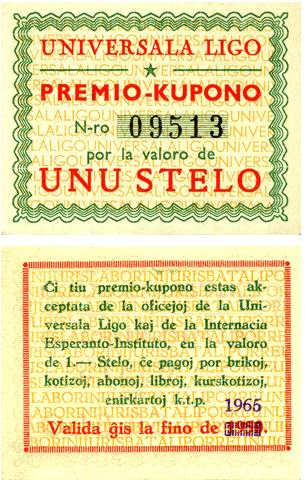
Купоны с номиналами в стело

Кроме того, выпускались сувенирные почтовые марки, номинированные в стело.
В 1977 году для стело была установлена фиксированная стоимость независимо от инфляции: 1 нидерландский гульден был равен 2 стело.
В 1993 году Универсальная лига была распущена, стело также прекратил существование.
В 2010-е гг. на молодёжных эсперанто-конгрессах распространялись пластиковые жетоны с номиналом в 1, 3 и 10 стело.
К 150-летнему юбилею Рене де Соссюра Австрийский монетный двор выпустил серебряную монету номиналом в 100 стело, которая до настоящего времени имеется в продаже.
В последние годы проводились эксперименты с созданием новых «эсперанто-валют»: банкноты, номинированные в «моно», а также криптовалюта монеро.